# Клермонт (Јужна Дакота)
Клермонт (енгл. Claremont) град је у америчкој савезној држави Јужна Дакота.

## Демографија
По попису из 2010. године број становника је 127, што је 3 (-2,3%) становника мање него 2000. године.
| Група             | 2000.        | 2010.       |
| Белци             | 130 (100,0%) | 126 (99,2%) |
| Афроамериканци    | 0 (0,0%)     | 0 (0,0%)    |
| Азијати           | 0 (0,0%)     | 0 (0,0%)    |
| Хиспаноамериканци | 0 (0,0%)     | 0 (0,0%)    |
| Укупно            | 130          | 127         |